# El Bozo
El Bozo är en ort i Mexiko.   Den ligger i kommunen San Luis de la Paz och delstaten Guanajuato, i den centrala delen av landet, 270 km nordväst om huvudstaden Mexico City. El Bozo ligger 2 024 meter över havet och antalet invånare är 110.
Terrängen runt El Bozo är kuperad åt nordost, men åt sydväst är den platt. El Bozo ligger nere i en dal. Runt El Bozo är det ganska tätbefolkat, med 52 invånare per kvadratkilometer. Närmaste större samhälle är San Luis de la Paz, 19,7 km söder om El Bozo. Trakten runt El Bozo består i huvudsak av gräsmarker.